# 오피스토코엘리카우디아

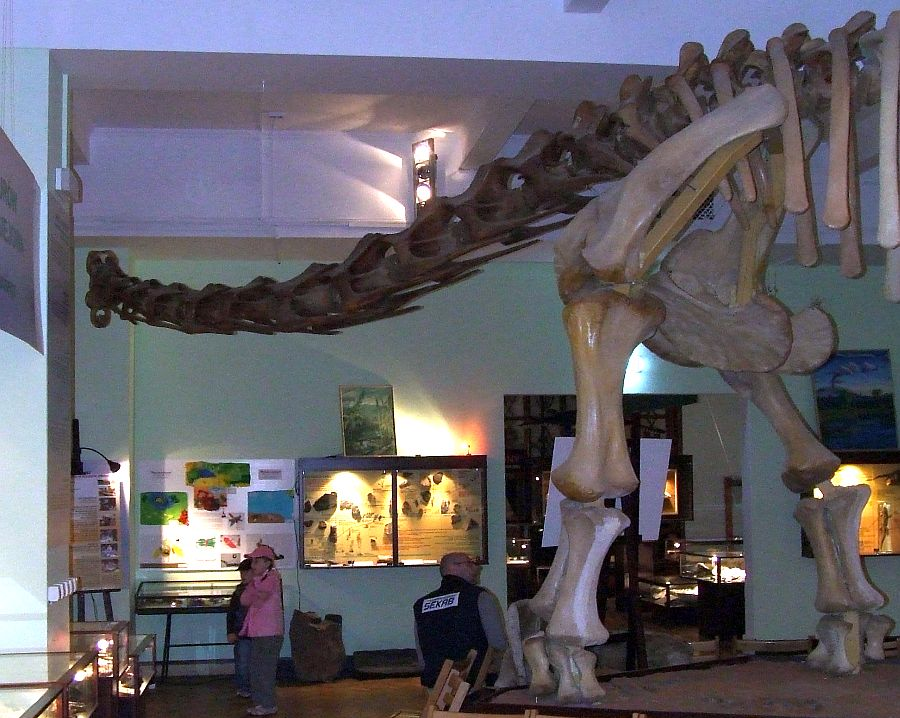

오피스토코엘리카우디아(Opisthocoelicaudia)는 백악기 후기, 몽골에서 서식한 용각류이다.